# Basil Dickey
Basil Dickey (Illinois, 23 november 1880 – Long Beach (Californië), 17 juni 1958), was een Amerikaanse scenarioschrijver. Hij schreef voor 147 films tussen 1916 en 1958. Zijn broer was de toneel- en scenarioschrijver Paul Dickey

## Gedeeltelijke filmografie
- Driftin' Thru (1926)
- The Frontier Trail (1926')
- A Final Reckoning (1928)
- The Lost Special (1932)
- Tarzan the Fearless  (1933)
- The New Adventures of Tarzan (1935)
- Flash Gordon (1936)
- The Spider's Web (1938)
- Flash Gordon Conquers the Universe (1940)
- Daredevils of the West (1943)
- Secret Service in Darkest Africa (1943)
- The Masked Marvel (1943')
- Captain America (1944)
- Haunted Harbor (1944)
- Zorro's Black Whip (1944)
- Manhunt of Mystery Island (1945)
- Federal Operator 99 (1945)
- The Purple Monster Strikes (1945)
- The Phantom Rider (1946)
- King of the Forest Rangers (1946)
- Daughter of Don Q (1946)
- The Crimson Ghost (1946)
- Son of Zorro (1947)
- Jesse James Rides Again (1947)
- The Black Widow (1947)
- G-Men Never Forget (1948)
- Dangers of the Canadian Mounted (1948)
- Adventures of Frank and Jesse James (1948)
- Federal Agents vs. Underworld, Inc (1949)

- Biblioteca Nacional de España: XX1678704
- Bibliothèque nationale de France: cb17149440n (data)
- Gemeinsame Normdatei: 141417005
- International Standard Name Identifier: 0000 0003 8168 3503
- Library of Congress Control Number: n93051010
- SNAC: w6vd8hg7
- Système universitaire de documentation: 177237961
- Virtual International Authority File: 261987059
- WorldCat: E39PBJd3KKj3mVBBpPYxcqjwG3